# La ricorrenza
La ricorrenza (The Festival, tradotto anche come La cerimonia, o come Il Rito) è un racconto horror dello scrittore statunitense Howard Phillips Lovecraft. Scritto nel 1923, fu pubblicato per la prima volta nel gennaio del 1925 sulla rivista Weird Tales. 
La ricorrenza presenta contenuti che poi verranno ripresi e ampliati dall'autore ne La maschera di Innsmouth. Al racconto è anteposta una citazione da Lattanzio, mentre in chiusura viene riportato un passo dello pseudolibro Necronomicon.

## Trama
Ritornato a Kingsport per le festività natalizie, il narratore, discendente da un'antichissima stirpe del luogo, prende parte a una cerimonia occulta con gli abitanti della cittadina, i quali una volta ogni secolo scendono nel sottosuolo in osservanza delle loro tradizioni religiose.